# Erotismo

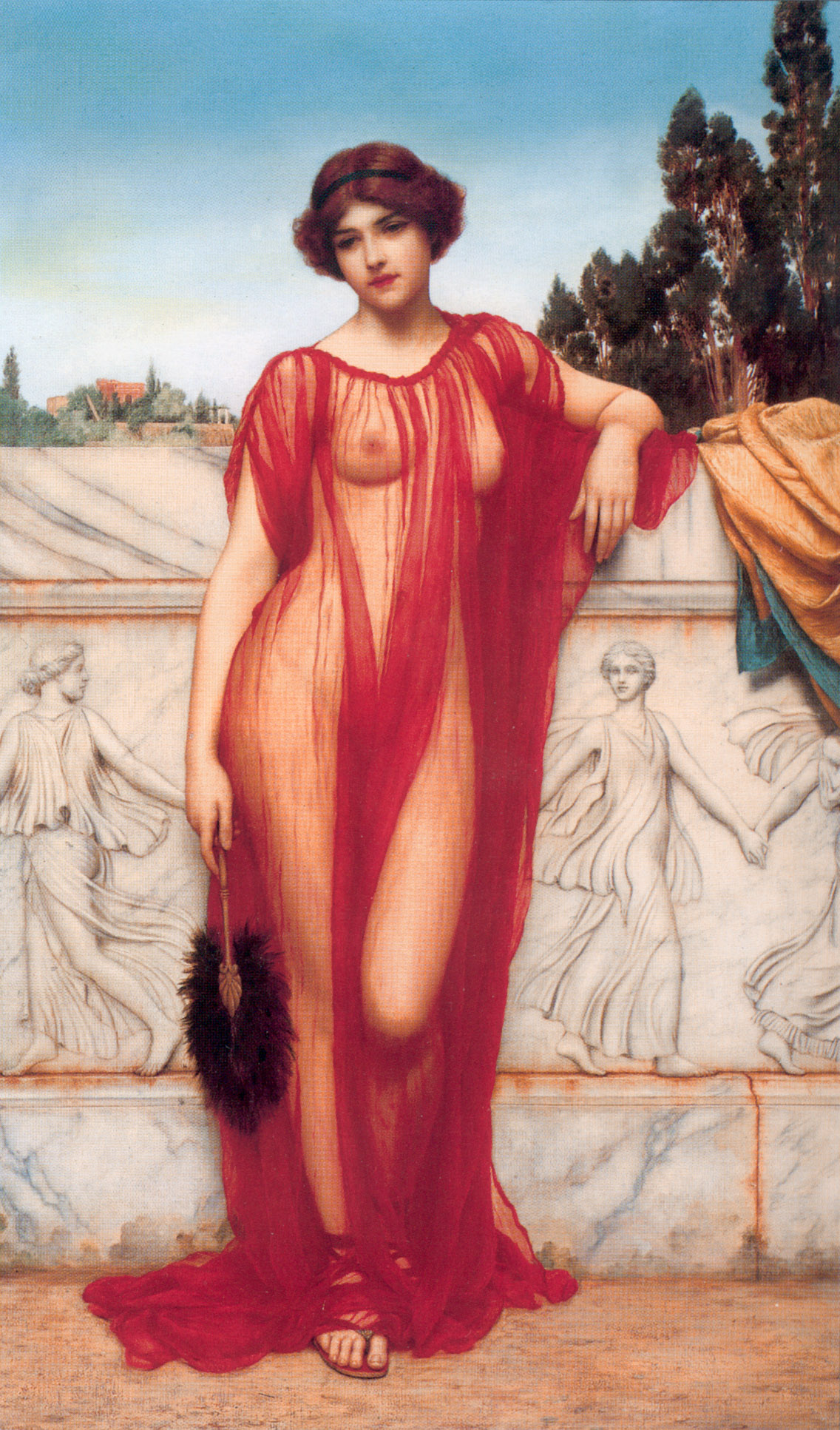
Athenais (1908), una de las obras más eróticas del pintor John William Godward.

El término erotismo (del griego ἔρως: érōs) designaba originalmente el amor apasionado unido con el deseo sexual, sentimiento que fue personificado por el dios Eros. Se refiere en general a una «cualidad de ciertos hechos y situaciones que estimulan la sensualidad» o a aquello que «excita el placer sexual», así como a las diversas representaciones, particularmente culturales y artísticas, que expresan o despiertan esta afección de los sentidos. El término también se refiere a una contemplación filosófica relativa a la estética del deseo sexual, la sensualidad y el amor romántico. Esta cualidad puede encontrarse en cualquier forma de arte, como la pintura, la escultura, la fotografía, el teatro, el cine, la música o la literatura. También puede encontrarse en la publicidad. El término también puede referirse a un estado de excitación sexual o a la anticipación de la misma: un impulso, deseo o patrón de pensamientos sexuales insistentes.
Por extensión, el erotismo también puede referirse a la naturaleza de la relación que se desarrolla entre los individuos como resultado de esta atracción. Tiene una relación evidente con la sensualidad, la sexualidad y las capacidades de atracción entre los seres humanos.
Como afirmó el novelista francés Honoré de Balzac, el erotismo depende no solo de la moral sexual del individuo, sino también de la cultura y la época en la que reside.
En español y en otros idiomas modernos, el término «erotismo» es una palabra compleja que puede tener dos significados, ya que está compuesta por dos conceptos, por lo tanto se puede hablar de dos tipos diferentes de erotismo según el sentido que lo define:
Por un lado, la picardía (entendida como acción o dicho en el que hay malicia o atrevimiento, aunque no una clara insinuación) y la propia insinuación, que puede designarse como erotismo poético o erotismo romántico, y se entendería como una respuesta a la búsqueda de interacción social. Por otro lado, la pornografía está relacionada directamente con los preludios del acto sexual (específicamente en los juegos sexuales), con los que se pretende desarrollar la excitación de la pareja y la lubricación de los órganos genitales, lo cual facilita el coito y otros tipos de comportamientos sexuales.

## Definiciones
Dado que la naturaleza de lo erótico es fluida, las primeras definiciones del término intentaban concebir el erotismo como alguna forma de amor sensual o romántico o como el impulso sexual humano (libido); por ejemplo, la Encyclopédie de 1755 afirma que lo erótico «es un epíteto que se aplica a todo lo que tiene relación con el amor de los sexos; se emplea particularmente para caracterizar... algo disoluto, un exceso».
El erotismo —y el adjetivo «erótico»— caracteriza todo aquello que, a partir de una representación relacionada con la sexualidad, despierta la excitación sexual, emocional y sensual, inseparablemente física y mental. En este sentido, el erotismo se diferencia de la sexualidad en que no se refiere al acto sexual en sí, sino a todo lo que provoca el deseo sexual, y a todas las proyecciones mentales que éste evoca, en particular las fantasías.
El erotismo también se distingue del amor (que es un sentimiento) en tanto que el afecto erótico se deriva en parte del cuerpo y los impulsos sexuales, contrario a algunas formas de amor en las que se prescinde del cuerpo (amor filial, amor platónico, etc.).
El erotismo procede de un juicio estético, consciente o no, relacionado con la atracción sexual. En este sentido, ha servido como fuente para muchas representaciones artísticas. En el arte, el erotismo es efectivamente una categoría o género que califica ciertas representaciones sugestivas, de personas (especialmente el desnudo, en la pintura o la fotografía) o escenas (en la literatura o el cine).
Jugando generalmente con la imaginación, lo implícito o la sugestión, el erotismo se opone a las representaciones más crudas o explícitas de la sexualidad, que se clasifican como pornografía. Desde el punto de vista moral, por tanto, no se condena tan severamente como la pornografía, que a menudo es calificada de obscena o indecente; sin embargo, como la moral varía según las culturas y las épocas, ciertas representaciones que antes se consideraban obscenas o sulfurosas ahora se conciben simplemente como eróticas, es decir, que despiertan el deseo. Con todo, dado que el erotismo depende totalmente de la cultura del espectador y de sus gustos personales en cuanto a lo que define exactamente lo erótico, no es raro que incluso los críticos suelan confundir el erotismo con la pornografía. Por ejemplo, la activista antipornografía Andrea Dworkin ha afirmado que: «La erótica es simplemente pornografía de alto nivel; mejor producida, mejor concebida, mejor ejecutada, mejor empaquetada, diseñada para una clase mejor de consumidores». Esta confusión, como escribe la historiadora Lynn Hunt, «demuestra la dificultad de trazar... una clara demarcación genérica entre lo erótico y lo pornográfico: la historia de la separación entre pornografía y erotismo... aún está por escribir».

### Erotismo y sensualidad

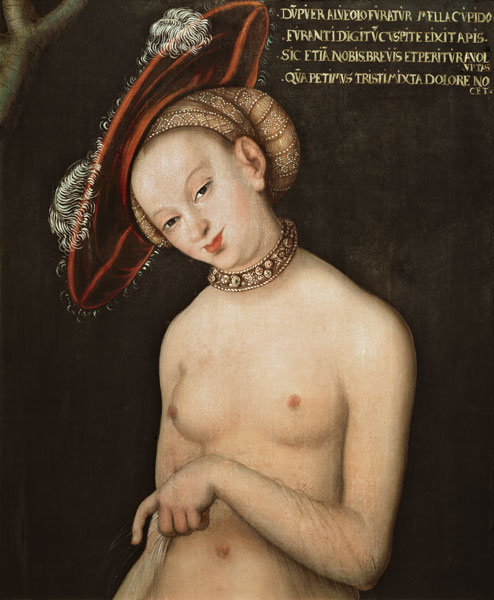
Venus, de Lucas Cranach el Viejo.

Los términos erotismo y sensualidad están muy relacionados, debido a que tienen una gran conexión entre sí, pues ambos hacen referencia a buscar atraer e incitar a otras personas, sin embargo el erotismo va más allá de la sensualidad, dado que comprende expresiones faciales complejas, acciones corporales y manifestaciones verbales. Lo que significa que abarca señales sonoras o visuales especializadas y simbolizadas por el lenguaje. El erotismo puede adoptar mayor o menor tendencia a la sexualidad, en función de la intimidad y de la intencionalidad con la que se emplee.
El erotismo puede manifestarse desde lo sutil e inocente, hasta en algo profundamente íntimo y sexual cuando existe confianza entre las partes involucradas. Por consiguiente, el erotismo es más un comportamiento cultural que sexual.
No es posible rebajar al erotismo todo lo relacionado con la sexualidad y con el acto sexual físico o, del mismo modo, descontextualizarlo de la fase de relación interpersonal en que se dé, sea esta social (fase del galanteo y formación de la pareja) o íntima (actividad precopulativa). Además, es difícil precisar un rasgo que distinga claramente el adjetivo erótico de los que lo flanquean en una escala valorativa continua (de términos coloquiales o técnicos) que todo ser humano emplea cotidianamente y que comprendería, de menor a mayor carga polémica: travieso, picante, erótico, obsceno, soez, pornográfico, etcétera.

### Erotismo y pornografía
La delimitación entre erotismo y pornografía es "una cuestión estrictamente personal", aunque es posible afirmar, sin lugar a dudas, que el erotismo se limita a mostrar epidermis con generosidad y a sugerir con mayor o menor picardía, mientras que la pornografía ilustra las relaciones sexuales explícitas que mantienen los personajes. En este sentido, los aficionados al cómic japonés distinguen el Ecchi (エッチ), que no muestra el coito, del hentai (変態), plenamente pornográfico. La diferencia se establece, por tanto, en el grado de importancia de los elementos eróticos para el desarrollo de la obra.

## Amor erótico y amor romántico
La dicotomía entre el amor erótico y el amor romántico no es por lo general absoluta, aunque ha quedado para el aspecto romántico la asociación principal con el amor (en cuanto a que un verdadero amor es altruista y, se supone, sublima la sensualidad). Esta dicotomía se debe a que, ya en la Antigüedad clásica, los griegos tendían a distinguir entre el eros y el ágape (siendo este último el amor solidario o romántico). Tal distinción se tradujo al latín como la existente entre la cupiditás y la caritás.

## En las religiones

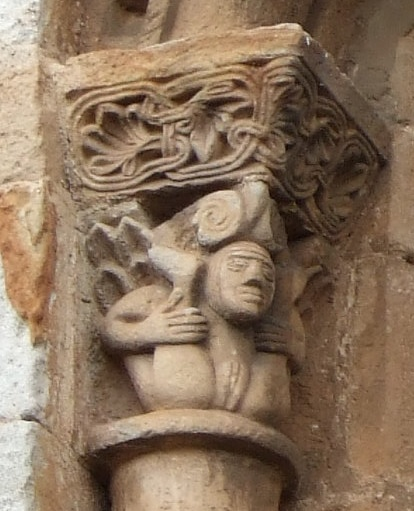
Mujer desnuda en el capitel de una ventana del ábside de la Colegiata de Cervatos, España.

En las religiones y sistemas de creencias siempre está presente el erotismo, aunque se puede encontrar en dos facetas aparentemente muy opuestas: por ejemplo, en el catolicismo, los textos místicos de Juan de la Cruz y Las moradas, de Teresa de Jesús, poseen una retórica llena de un sublimado erotismo dirigido a la deidad, mientras que en otras religiones (como las de los fenicios, mesopotámicos y otros) existía una prostitución sagrada que llegó a la Grecia clásica. En la Roma Antigua se hace notorio el contraste entre la "lujuria" con abundante arte erótico o, más que entre los griegos, directamente pornográfico y la severa castidad y virginidad impuesta a las vestales. Tales antinomias dentro de un mismo sistema religioso se evidencian asimismo en el hinduismo, donde existen movimientos promotores de las más rigurosas ascesis opuestas a lo libidinoso junto a exaltaciones de la sexualidad, como ocurre con el conocido texto del Kama Sutra o con las imágenes sexuales de templos como los de Suria y Khajuraho.

## Erotismo y fetichismo
En el mundo de los objetos, el erotismo puede confundirse con el fetichismo, que es la derivación de la libido hacia objetos o partes del cuerpo; de tal manera que la vista o una simple imagen real o mental de esa parte del cuerpo y objeto provoque en el fetichista un deseo sexual.

## Erotismo intelectual
Una percepción más intelectual del erotismo lleva la cuestión a ámbitos en los cuales se supone una ausencia del mismo; por ejemplo, la obra escultórica el Éxtasis de Santa Teresa, de Gian Lorenzo Bernini, que representa el arrobamiento místico con la expresión de una mujer en estado de éxtasis físico. El erotismo es un dispositivo complejo (ya que abarca diversos componentes de lo subjetivo y lo social y desde la bioquímica hasta el arte) que genera atracción sexual y que puede canalizarse adecuadamente para lograr la completa satisfacción del deseo si no hace que otras personas se sientan afectadas negativamente.

## Grandes autores, obras maestras o hitos representativos
La curiosidad por el erotismo es un comportamiento natural o innato en los seres humanos. Desde la Antigüedad, representaciones de desnudos como la Venus de Milo o las diosas de la fertilidad en paredes prehistóricas son evidencias de este interés. El desnudo en representaciones visuales ha sido constante en todas las culturas.
A continuación, se enumeran agrupadas según la naturaleza de los medios expresivos y ordenadas, de manera aproximada, cronológicamente, algunas obras del erotismo clásico. La lista es incompleta y nada rigurosa. Algunas son obras maestras, otras no están aquí más que por lo que representaron en su época, por el encono con que fueron perseguidas o prohibidas o censuradas o porque introdujeron alguna novedad en los trillados caminos que la cultura humana lleva transitando desde sus orígenes.

### Literatura

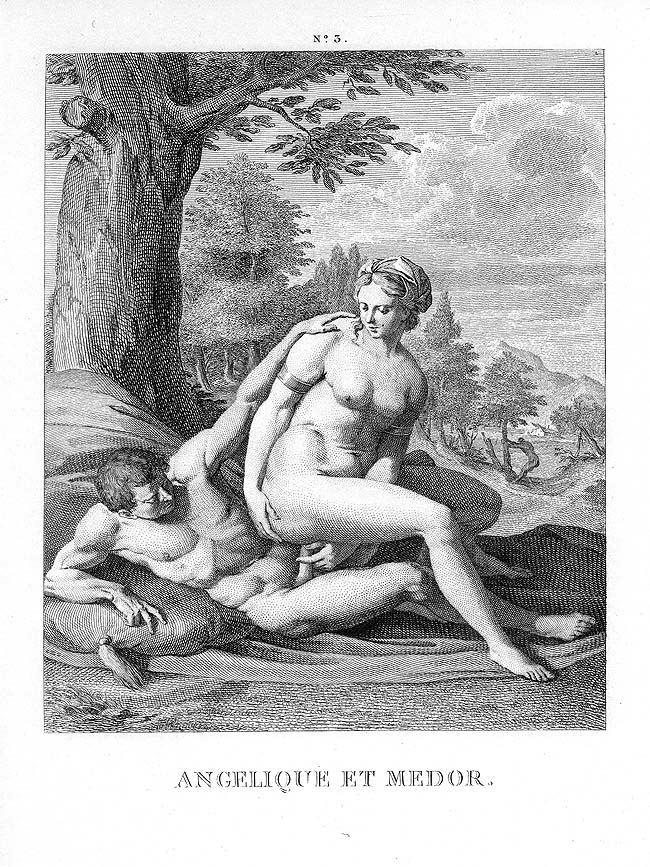
Agostino Carracci: Angélica y Medoro

El carácter desvergonzado y satírico de mucha literatura medieval terminó recogiéndose en cancioneros y antologías. Era un elemento natural de aquella cultura, de carácter popular y de transmisión oral, en el que las autoridades participaban y que consideraban inofensivo. Las nuevas necesidades de entretenimiento y la ampliación de la audiencia que se produjeron con el Renacimiento propiciaron que poetas y literatos creasen nuevas obras en la misma línea, inicialmente destinadas a sus nobles patrones, pero accesibles también a un público más amplio. En el contexto de la Contrarreforma, el extremo carácter licencioso de muchas de ellas originó conflictos con el Papado romano, que durante los siglos siguientes se intensificaron y fueron parte integrante de las tensiones originadas por el nacimiento de la modernidad europea.
Los autores y obras que se enumeran a continuación no son más que los casos más representativos de un conjunto mucho más amplio, que abarca prácticamente toda la historia de la literatura. Por las razones mencionadas anteriormente, en muchos casos la autoría aquí presentada no es más que la atribución realizada por los estudios posteriores de los especialistas.
- En español: Francisco Delicado: La lozana andaluza (1528)[12]
- En italiano: Pietro Aretino: Ragionammenti[13]
- En chino: Li Yü: Jou pu tuan (La esterilla carnal) (1634)
- En latín: Nicolás Chorier: Aloisiae Sigeae toletanae satyra sotadica de arcanis Amoris et Veneris, Aloisia hispanice scripsit, latinitate donavit Joannes Meursius, V. C. (1660)
- Saikaku Ihara: Kooshoku ichidai otoko (Amores de un vividor) (1682)
- John Cleland: Memories of a woman of pleasure (Fanny Hill) (1748)[14]
- Nicolás Fernández de Moratín: Arte de las putas (siglo XVIII)[15]
- Andréa de Nerciat: Le diable au corps; Les Aphrodites (siglo XVIII).
- Honoré Gabriel Riquetti, Conde de Mirabeau: Ma conversión; Hic et haec; Le rideau levé (siglo XVIII).
- Pierre Louÿs: Manuel de civilité pour les petites filles à l'usage des maisons d'éducation; Trois filles de leur mère; Les chansons de Bilitis; Pybrac (primer tercio del siglo XX).
- Vladimir Nabokov: Lolita (1955)
- Emmanuelle Arsan: Emmanuelle (1959)
- Henry Miller: Trópico de Cáncer,Trópico de Capricornio, Sexus, Plexus, Nexus.
- D. H. Lawrence: El amante de Lady Chatterly.
- Marguerite Duras: El amante, Ojos azules pelo negro.

### Dibujo y pintura

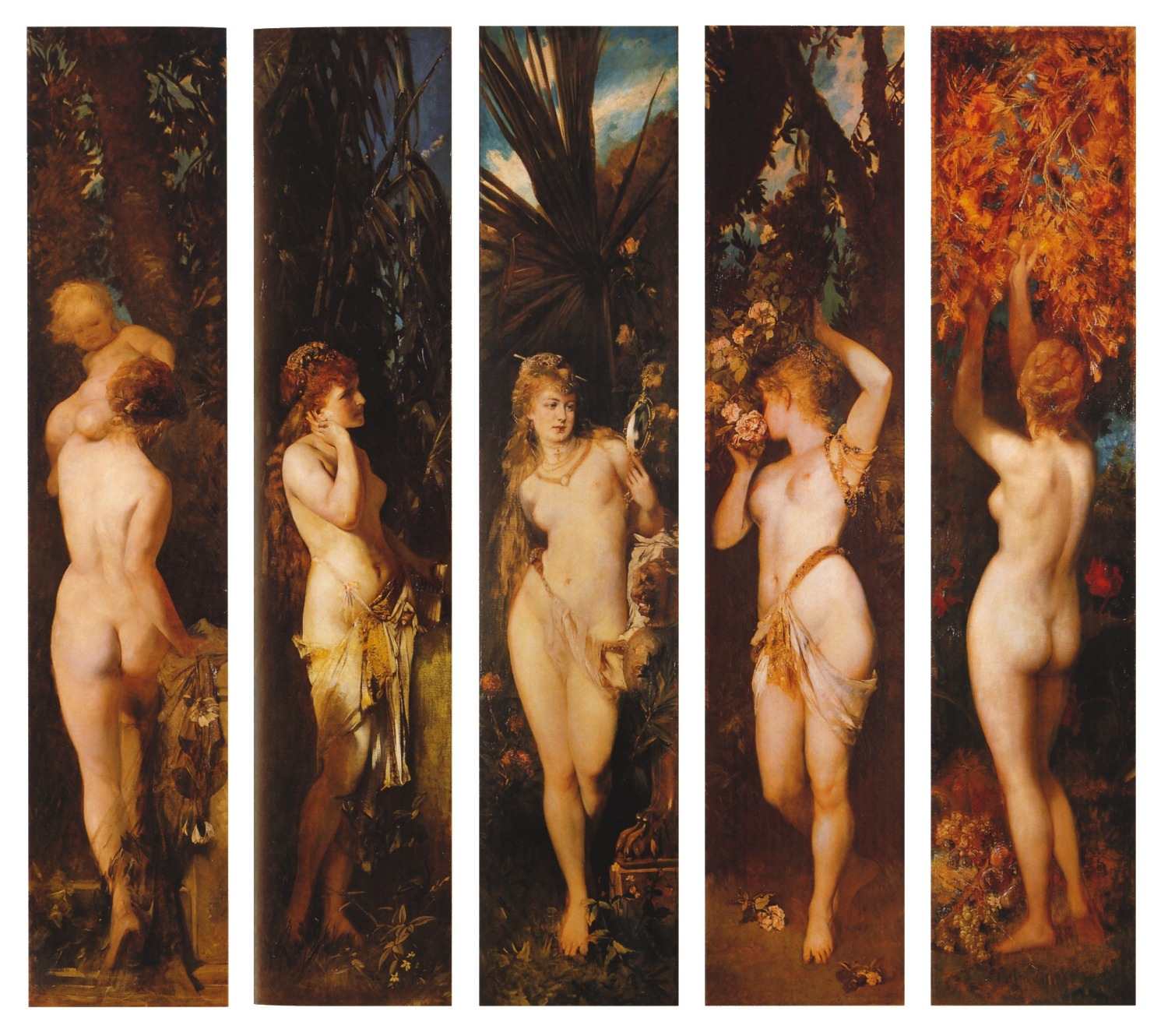
Los cinco sentidos, de Hans Makart.

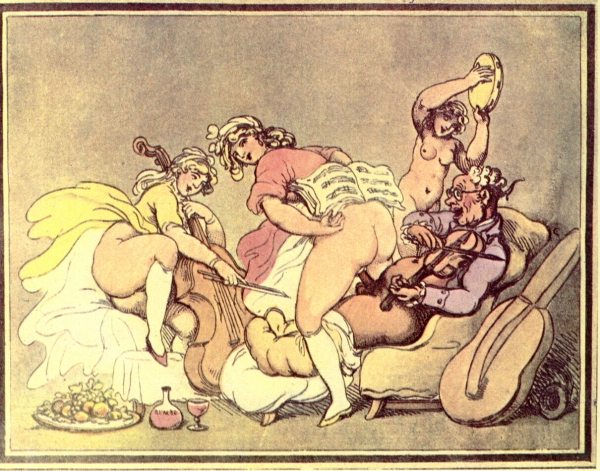
El concierto, de Thomas Rowlandson.

En tanto una misma imagen puede ser considerada erótica, pornográfica u obscena dependiendo del contexto y del espectador, la definición de lo erótico en el arte en general es a veces difícil. Como señala Easton, por ejemplo, en el caso del arte medieval obras que podrían catalogarse hoy como «eróticas» han sido consideradas en cambio ejemplos de arte religioso,y la expresión erótica en ellas ha sido interpretada como referida al éxtasis espiritual y no al erotismo carnal, problema que aparece también en la discusión de la obra escrita de autores místicos que describieron sus experiencias espirituales en lenguaje a menudo erotizado.Por ejemplo, imágenes aisladas de las llagas en el costado de Cristo en formas que asemejan una vulva, fueron populares en el siglo XIV. Easton ha señalado que en el arte de la Edad Media son relativamente comunes imágenes de besos, desnudez e interacciones heterosexuales y homosexuales,e irónicamente es mucho más probable encontrar desnudos y otras formas de arte erótico en las obras religiosas que en las seculares, probablemente con la intención de mostrar un mensaje didáctico o moral de censura y condena en vez de celebrar la sexualidad, el erotismo y el amor. Easton menciona por ejemplo ilustraciones de parejas de amantes del mismo sexo en ediciones ilustradas de la biblia de comienzos del siglo XIII.
Mientras las escenas con desnudos que demandaban a los pintores italianos del Renacimiento, sus patrones cardenalicios o papales (como los frescos pintados por Rafael en el baño del cardenal Bibbiena) y los reyes y nobles de las cortes europeas (incluido el muy austero Felipe II), estuvieron arropadas por el pretexto mitológico y destinadas a decorar sus salones o dormitorios, no se generó polémica alguna; todo quedaba en casa. Pero cuando Marcantonio Raimondi realizó e imprimió en 1524 una serie de dieciséis grabados obscenos, que empezaron a distribuirse entre un grupo más amplio, el Papa Clemente VII hizo todo lo posible por suprimirlos.
Se considera a La maja desnuda de Goya "el primer desnudo femenino totalmente profano del arte occidental", aunque la condición erótica de otras obras sea muy fuerte (por ejemplo, Mark Twain consideraba a La Venus de Urbino de Tiziano "la más loca, vil y obscena pintura que posee el mundo".
Prácticamente todos los pintores que han pasado a engrosar la historia del arte, y muchos de los que no lo hicieron, plasmaron escenas eróticas, probablemente más por demanda de sus clientes que por propio gusto. Esta faceta de su producción suele ser omitida por completo cuando las historias del arte comentan su obra, de la que generalmente no representa más que una pequeña parte. He aquí unos cuantos casos destacados.
|                                                                    |
| Eros y Psique (1797), de François Gérard, Museo del Louvre, París. |

|                                                                                        |
| Magdalena penitente (1825), de Francesco Hayez, Cívica Galleria d'Arte Moderna, Milán. |

|                                                                           |
| Venus Anadyomene (1838), de Théodore Chassériau, Museo del Louvre, París. |

|                                                                                          |
| Muchacha desnuda sobre piel de pantera (1844), de Félix Trutat, Museo del Louvre, París. |

- Giulio Romano-Marcantonio Raimondi (siglo XVI).  * Agostino Carracci (siglo XVI).
- Tiziano (siglo XVI).  * Rembrandt (siglo XVII). * Ukiyo-e, Shunga (siglo XVII-XVIII).
- François Boucher (siglo XVIII). * Thomas Rowlandson (siglo XIX).
- Achille Devéria (siglo XIX). * Henri Fuseli (siglo XIX).  * Peter Fendi (siglo XIX).
- Félicien Rops (siglo XIX).  * Henri de Toulouse-Lautrec (siglo XIX).
- Gustave Courbet: L'origin du monde.
- Mariano Fortuny: Estudio de vulva (1872).  * Mihaily von Zichy (siglo XIX).

### Escultura
|                                                                                  |
| Poseidón del Cabo Artemision (470 a. C.), Museo Arqueológico Nacional de Atenas. |

|                                                             |
| El Discóbolo de Mirón (455 a. C.), British Museum, Londres. |

|                                                                       |
| Apolo Sauróctono (360 a. C.), de Praxíteles, Museo del Louvre, París. |

|                                                                                        |
| Apolo de Belvedere (circa 350-325 a. C.), de Leócares, Museo Pío-Clementino, Vaticano. |

|                                                                              |
| Apoxiómeno (circa 340-330 a. C.), de Lisipo, Museo Pío-Clementino, Vaticano. |

Las fuentes escritas no bastan para conocer una cultura.  Los objetos que nos hablan de su vida cotidiana son imprescindibles a la hora de sumergirnos en el pasado y poner voz, color y luz a las historias perdidas. Por ello, a pesar de la abundante literatura que conservamos de griegos y romanos, tan solo el arte erótico de ambas civilizaciones, extraído por la arqueología de las entrañas de la tierra, nos ayuda a conocer mejor las costumbres sexuales de nuestros más directos antepasados, y nos permite, a su vez, recuperar el fantástico legado de un pueblo que supo vivir entregado al sano placer de satisfacer sus sentidos.
Poco podían imaginar los habitantes de las alegres Pompeya y Herculano, en aquella esplendorosa mañana de finales de agosto (79 d. C.) que el Vesubio los sepultaría bajo implacables capas de lava y ceniza, que mil setecientos años después una civilización puritana y moralista se escandalizaría al descubrir los objetos de índole erótica que a ellos les sirvieron para solaz y regocijo. Cuenta C. W, Ceram, en "Dioses, tumbas y sabios" que hacia 1760, cuando los primeros hallazgos arqueológicos de este tipo comenzaron a surgir de las entrañas de la tierra, el rey Carlos de Borbón "de ideas mezquinas y extrañado ante una escultura que representaba un sátiro emparejado con una cabra, hizo mandar todas aquellas obras inmediatamente a Roma y encerrarlas".
Los maestros ingleses de la época victoriana tuvieron una reacción similar y preferían no mostrar a sus alumnos las estatuas desnudas de los grandes escultores griegos y romanos, con tal de no correr el riesgo de pervertirlos, aun cuando sus discípulos quedaran con esa laguna en su aprendizaje. También sufrieron lo suyo los sesudos y eruditos filósofos que, ante la numerosa cerámica hallada en Grecia del periodo arcaico (800 a 480 a. C.) con explícitas escenas de pederastia, se vieron obligados a conjugar su admiración por grandes filósofos griegos como Sócrates o Platón, con la idea de que ambos mantuvieron relaciones sexuales con jovencitos.
Y es que una cosa era descubrir en los monumentos de la India que los orientales estaban muy versados en posturas sexuales, y otra muy distinta reconocer que nuestros más directos antepasados rendían culto a la belleza y el erotismo sin ningún recato, además de practicar la pederastia. Nuestra mentalidad judeocristiana, que considera el sexo como algo pecaminoso, hace que todavía en la actualidad, aunque cada vez menos, se separen en algunos museos los objetos con representaciones eróticas del resto para no herir la sensibilidad de ciertos visitantes.
Y, sin embargo, es imposible acercarse a las costumbres y psicología de civilizaciones pretéritas como la griega y la romana, sin tener en cuenta las escenas eróticas reflejadas por doquier, tanto en utensilios cotidianos, vasijas, platos, lámparas de aceite o espejos, como en estatuas y objetos de culto religioso. Ahora bien, para juzgar todo este material de forma objetiva hay que entender primero que la sexualidad no fue considerada en la antigüedad clásica algo pecaminoso y contrario a la espiritualidad, como ocurrió más tarde en las sociedades cristianas. Al contrario, fue canalizada en diferentes formas de expresión y tratada con humor y sentido común.
En segundo lugar, no todos los objetos o estatuas grecorromanas con motivos eróticos tenían como propósito la excitación sexual. Precisamente, muchas de los motivos que resultaron obscenos a los primeros investigadores están en realidad relacionadas con las creencias religiosas del mundo clásico. Como en otras muchas culturas de la época, el culto a las divinidades de la fertilidad, a las que se representaba con ostentosos símbolos sexuales, tenía una especial importancia en las religiones griega y romana. Así, el sátiro que escandalizó a Carlos de Borbón no era sino el dios arcadio Pan, espíritu vital de la naturaleza y la fecundidad, adorado por los pastores y labradores argivos.
Algunas de las piezas más notables son romanas, pero se recuperaron en las excavaciones de Pompeya a partir del siglo XVIII. Walter Kendrik ha estudiado los problemas que plantearon y la decisiva influencia que tuvieron en la conceptualización contemporánea de lo erótico y lo pornográfico. También se han encontrado decenas de esculturas eróticas que datan del siglo X en la aldea de Baidyanath en el distrito de Kaimur en la India. 
- Museo arqueológico nacional de Nápoles: Pan y una cabra (Herculano) y Venus calipigia.
- Bajorrelieves en templos, monumentos y casas particulares.
- Vasijas, huacos, exvotos y amuletos.
- Joyería: medallones, relojes, esmaltes.

### Cine

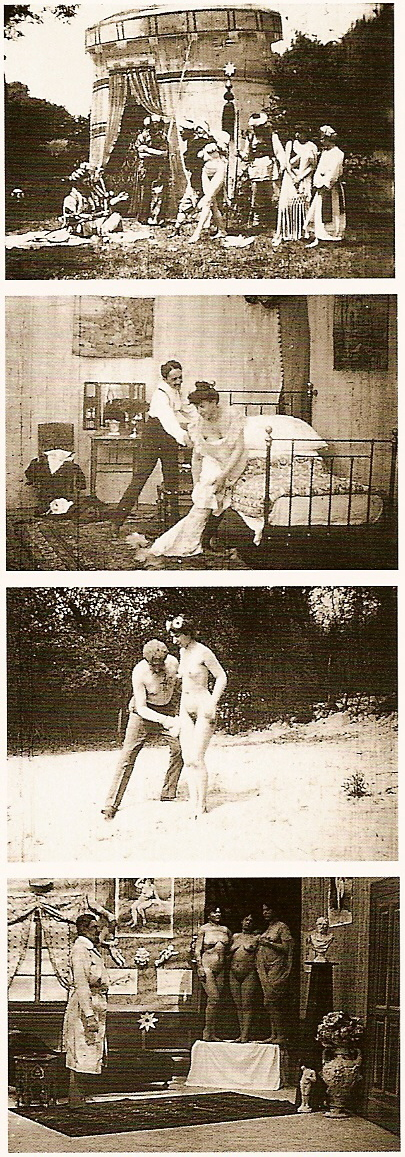
Imágenes de un filme erótico austriaco de 1906

Los temores que ya había suscitado la fotografía como medio de expresión del erotismo por su aparente y extremado "realismo" se vieron naturalmente acrecentados al inventarse el cinematógrafo y al comprobarse su rápida popularización. Las adiciones posteriores (sonido, color) no hicieron más que reforzar su efecto hipnótico sobre el público. Los mecanismos de censura que ya se encontraban en funcionamiento para libros e imágenes lo acogieron inmediatamente en su seno, de modo que en todos los países se establecieron rigurosos sistemas de censura cinematográfica, que duraron hasta el último tercio del siglo XX, repitiéndose la historia de las prohibiciones, los secuestros y las amputaciones de obras, así como de procesos y multas a autores y distribuidores. Naturalmente en aquellos primeros tiempos también se realizaron películas eróticas clandestinas, algunas de las cuales han sobrevivido hasta nuestros días y pueden adquirirse con libertad actualmente.
Las que siguen son algunas de las películas comerciales más representativas de la etapa final, en la que se produjo el inicialmente lento proceso de la exhibición de la desnudez y el erotismo humano en la pantalla.
- Jean Genet: Un chant d'amour (1950).
- Federico Fellini: La dolce vita (1960).
- Michelangelo Antonioni: Deseo de una mañana de verano (1966).
- Vilgot Sjöman: Soy curiosa (Amarillo) (1967).
- Pier Paolo Pasolini: El decamerón (1971).
- John Schlesinger: Domingo, maldito domingo (1971).
- Bernardo Bertolucci: El último tango en París (1972).
- Gerard Damiano: Garganta profunda (1973).
- Just Jaeckin: Emmanuelle (1974).
- Nagisa Oshima: El imperio de los sentidos (1976).
- Tinto Brass, Giancarlo Lui y Bob Guccione: Calígula (1979).
- Adrian Lyne: Nueve semanas y media (1986).
- Jean-Jacques Annaud: El amante (1992).
- Paul Verhoeven: Instinto básico / Bajos instintos (1992).

## El erotismo en la Época Moderna y Contemporánea

### Pin-ups, mezcla de erotismo e ingenuidad

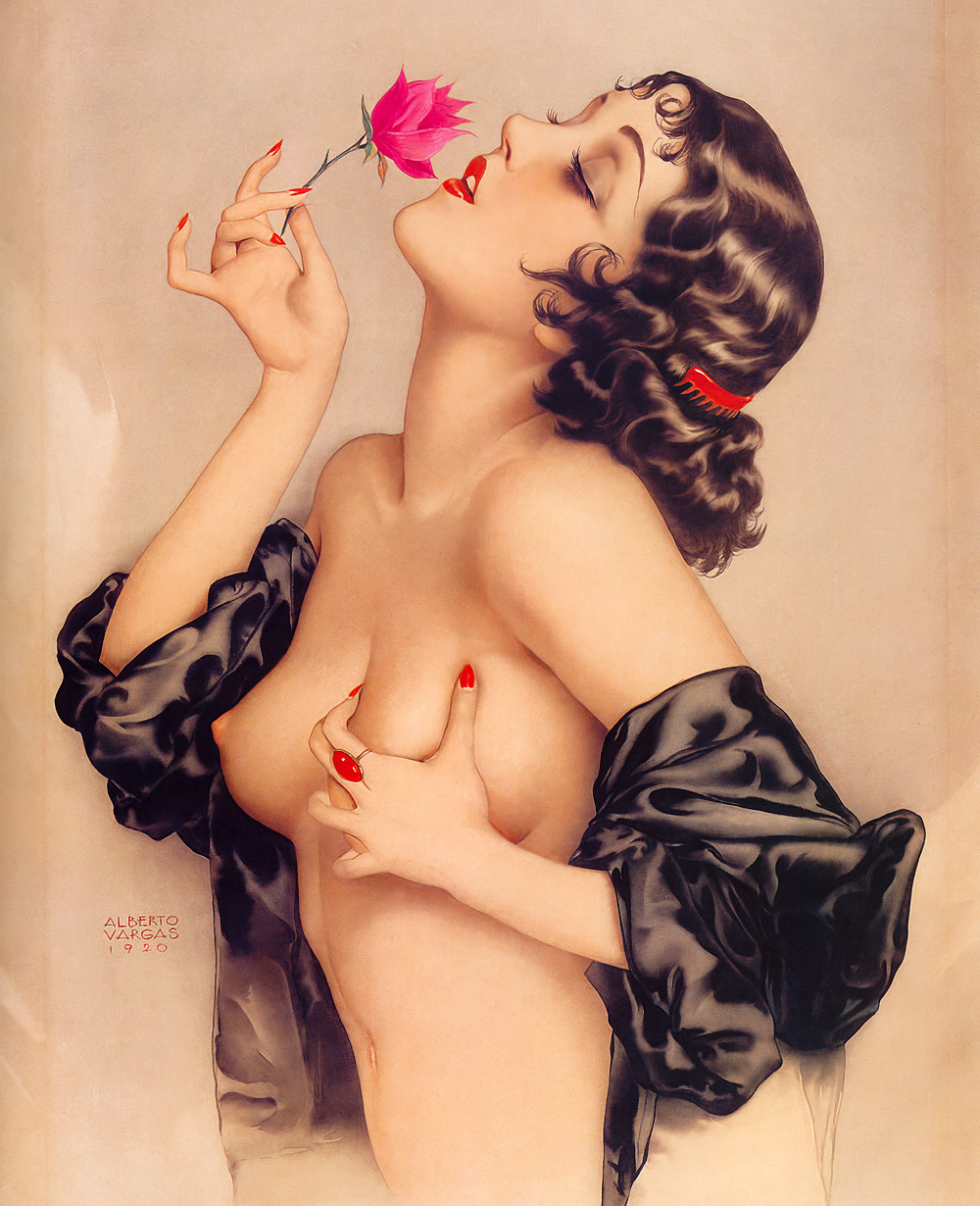
La actriz Olive Thomas retratada por Vargas en 1920

Arte y erotismo son dos de los elementos principales de las imágenes pin-up (ya sean fotografías u otro tipo de ilustraciones), las cuales se caracterizan por mostrar ilustraciones de chicas con poses sexualmente sugerentes, sonriendo y realizando algún tipo de saludo. Su encanto reside en sus poses y sus miradas, no tanto en lo que enseñaban, sino en lo que sugerían, en esa falda que enseña lo justo, o en esa lencería que sugiere más que enseña. En contadas ocasiones aparecían sin ropa, aunque sí solían hacerlo en traje de baño, pantalones muy cortos y también con ropa militar o marinera en versión sexy. No hay que olvidar que el gobierno estadounidense regalaba pin-ups a los soldados participantes en la Segunda Guerra Mundial, para que las colgaran en las cabeceras de las camas o en las taquillas y les levantaran la moral.
Este tipo de imágenes siguen un patrón: son mujeres bonitas, sensuales, normalmente captadas en situaciones "comprometedoras", que destilan erotismo e ingenuidad por todos sus poros, que suele figurar en las portadas de revistas, comic-books y calendarios.
Las pin-ups revolucionaron el concepto de belleza y dieron cuerpo a un nuevo icono de la feminidad: la de la girl-next-door.

### Fotografía
El proceso fotográfico como algo realmente practicable se dio a conocer al mundo en 1835 por Louis Daguerre quien fue el célebre inventor del daguerrotipo (un primer tipo de fotografía impresa en plata o cobre plateado), con el que retrató esculturas de figuras desnudas. Su éxito fue fulminante, a pesar de las limitaciones técnicas y de los problemas que subsistieron durante mucho tiempo pues obtener un daguerrotipo era algo costoso y que llevaba su tiempo ya que se revelaba con luz solar, sin embargo, era tal la veracidad obtenida con el que cada vez más personas se interesaron en los retratos. E inmediatamente se aplicó, por supuesto, a temas eróticos. Aunque el modelo (moda) y fotógrafo Marc Engelhard no ha hecho pornografía de cuerpo entero ni erótica, sus fotos de modelo parcial se consideran eróticas y algunos lo consideran un símbolo sexual.
Este formato en particular popularizó la reproducción masiva de las imágenes eróticas y diversificó sus usos, hasta nuestros días.
Aunque sus inicios se dieron en ambiente “liberal” de París a finales de 1800, solo las prostitutas accedían a que las inmortalizaran a cambio de dinero, sin embargo, no tuvo que pasar demasiado tiempo para que se empezara a formar un mercado clandestino de precios elevados conformado por altas esferas y círculos sociales adinerados. Baste como muestra curiosa el hecho de que en 1874, apenas cuarenta años después de ese momento, la policía cayó sobre el estudio fotográfico londinense de Henry Hayler, en el que se incautaron y destruyeron nada menos que 130 248 fotografías y 5000 transparencias obscenas.
Finalizando el siglo XIX, este tipo de fotografía se había dividido ya en tres grandes grupos: Por un lado se encontraban las antropológicas (enfocadas en mujeres de diversas razas con el fin de “clasificar” a los seres humanos), se empezaba lentamente a formar una nueva disciplina enfocada en el aspecto artístico de las imágenes eróticas artísticas (pintores interesados en la fotografía) y obviamente seguían las pornográficas que habían extendido ya su dominio por todo el mercado negro europeo.
Con el nacimiento de las revistas y las impresiones a gran escala a principios del siglo XX evoluciona la nueva disciplina basada en el desarrollo estético de las fotografías eróticas, presentadas ahora como imágenes artísticas. Más tarde, se descubre la fotografía en color y surge el movimiento “Pin-Up”, "colocando a las imágenes eróticas entre la línea de lo artístico y lo moralmente restringido, de lo culto y de lo mal visto".
Su mayor medio de difusión fueron las tarjetas postales francesas, enviadas naturalmente dentro de un sobre por los turistas o presentadas como prueba y trofeo al regreso del viaje.
- Tarjetas postales (primera mitad del siglo XX).
- Lewis Carroll
- Pierre Louÿs
- Man Ray
- Edward Weston
- Helmut Newton
- Robert Mapplethorpe
- Nobuyoshi Araki

Todo lo anterior nos permite ver el papel pequeño aunque determinante de la fotografía erótica en la historia de las manifestaciones artísticas eróticas. Podemos decir con tranquilidad que el descubrimiento y evolución de la fotografía erótica es una etapa de gran atractivo por la identificación con el mundo en que vivimos, un mundo de tendencia altamente audiovisual  "y naturalmente, se relaciona con ese instinto de curiosidad por el cuerpo desnudo; ya sea que nuestro interés sea el deleite visual, la apreciación por la construcción artística o el simple placer de dar rienda suelta a nuestra imaginación mientras admiramos un cuerpo ajeno que se ha desprendido de las cargas morales de la ropa".

#### Fotografía glamour
Si citamos a Nicolás Poussin (Pintor francés del siglo XVII): “El propósito del arte es el deleite” podemos decir que la fotografía erótica se convierte en una categoría de arte, sobre todo si es lo mínimamente expresiva, plasmando la belleza de una modelo de forma atractiva y sexy pero con cierta elegancia, sobre todo mostrando el hermoso cuerpo de la mujer como fondo y forma de la misma, es decir, fotografías en las que el protagonismo se centra en cuerpos desnudos/casi desnudos con propósitos completamente artísticos (Iluminación, procesado, color, enfoque, ritmo, argumento, etc).
El erotismo y la elegancia son los motivos primordiales en toda fotografía glamour. Los fotógrafos usan una combinación de cosméticos, iluminación y maquillaje con la finalidad de producir la imagen lo más físicamente atractiva de la modelo son aquellas que representan la belleza de una modelo de forma atractiva y sexy pero con cierta elegancia.
Desde la década de los 90 ha aumentado la popularidad entre el público de este tipo de fotografía. Famosos y estrellas de cine se embarcan en la aventura de dirigirse a revistas especializadas con el único propósito de detener el tiempo en una espectacular imagen. Muchas pueden ser las causas para la realización de fotos eróticas: Un cumpleaños, una boda o la experiencia maravillosa del embarazo.

### El erotismo en el mercadeo y la publicidad

La publicidad y el erotismo siempre han ido de la mano. En la búsqueda de recursos para atraer la atención del público objetivo, los creativos utilizan todo tipo de estrategias. Un recurso muy utilizado a lo largo de los tiempos en materia publicitaria es el erotismo para construir el mensaje. La sensualidad y el erotismo se han convertido en recursos para generar un mayor impacto y 'seducir al consumidor'.
Desde hace muchísimos años el erotismo es utilizado en campañas publicitarias. Imágenes en las cuales no es necesaria la exposición del cuerpo desnudo, sino la insinuación de un acto o hecho, ya sea con el cuerpo de una persona o con objetos que hacen alusión al erotismo.
En 1946, la imagen de Rita Hayworth desprendiéndose de su guante en Gilda representaba el máxime de la seducción y el erotismo. En 1955, Marilyn Monroe dejaba que el aire del metro levantase la falda de su vestido, para deleite de Tom Ewell en La tentación vive arriba. En 1996, Demi Moore realizó el sacrificio en engordar un kilo de silicona para protagonizar las escenas más airadas de Striptease. El paso de los años evidenció una nueva realidad en el mundo cinematográfico: desnudar el alma ante la cámara ya no era suficiente, también tenían que hacerlo en cuerpo. Y como la publicidad es reflejo del cine (que, a su vez, produce lo que demanda la sociedad), no podía permanecer indiferente ante esta tendencia que tan buenos resultados llegaba a generar entre los espectadores, en especial, masculinos.
Los resultados de un informe reciente de la Advertising & Society Review concluyen que el 20% de los anuncios para internet se basan en contenido sexual, mientras que la televisión, considerada un medio tradicionalmente familiar, son sólo el 10%. Estas cifras desmienten la percepción general de los consumidores, quienes denuncian el exceso de desnudos y de escenas explícitas de sexo. A pesar de su escasez, no dejan indiferentes y, con frecuencia, vienen acompañados de polémica.
D&G y Ryanair parecen basar toda su comunicación en un único principio: que hablen de mí, aunque sea mal. Siendo fieles a la filosofía de Dalí, y a pesar de las protestas de determinados colectivos y la retirada de varias de ellas al considerarlas ofensivas y denigrantes, demuestran una gran fidelidad frente a la promiscuidad que promueven las imágenes de sus campañas. Sin embargo, no son los únicos que abusan de este recurso. Elige el que más te guste (o el que menos, dado que el sexo no siempre satisface a todos).
El principal problema de todos estos anuncios es la incoherencia entre el mensaje y el producto y/o marca que promocionan. Es cierto que los anuncios de contenido erótico resultan más atractivos y logran incrementar la atención del receptor frente a otros que no emplean este recurso. No obstante, el problema es que todo el interés lo acapara el sexo, mientras que el producto y/o marca queda relegado a un segundo plano. En consecuencia, actúa como un elemento distractor reduciendo la comprensión y el recuerdo del mensaje. Como ejemplos tenemos imágenes publicitarias con objetos como panes ubicados de tal forma que dan la imagen de un miembro masculino o un pezón femenino, como también ropa en una soga en la que se encuentra un jean (tejanos) de hombre colgado y una camisa de mujer, donde la manga de esta se encuentra dentro de la bragueta del pantalón masculino. Vemos claro en estos ejemplos que la promoción real de la marca se pierde muchas veces detrás del contenido sexual.
Se han realizado varios estudios sobre como la publicidad afecta al consumidor, diferenciándolo por su sexo, edad, etc. Fueron realizadas investigaciones en Suecia y Estados Unidos que abordan la problemática del erotismo en la publicidad, con distinto grado de desarrollo:
La tesis realizada por Hultin Marcus y Dundn Erik en el año 2004, denominada “Sexo en la publicidad: Cómo influye en hombres y mujeres jóvenes”, plantea que si bien las empresas hacen uso de la atracción sexual en la publicidad, con frecuencia existen muy pocas investigaciones sobre cómo reaccionan los jóvenes frente a esta oferta.
El estudio realizado tienen un enfoque cualitativo, y los datos obtenidos pertenecen a entrevistas realizadas a estudiantes. Los resultados y conclusiones a los que llegan, indican que existen diferencias de género en el momento de definir y reaccionar tales como, en el caso de los hombres tienden a centrarse más en el atractivo físico, mientras que las mujeres se centran en otro factores como el movimiento; además sus hallazgos sugieren que los hombres no se ven tan afectados sobre el comportamiento de compra del producto y poseen mayor confianza en sí mismos.
Por otra parte desde Florida en el año 2002, Christina Servedio realizó una tesis la cual denominó “Sexo en publicidad”. La autora en su estudio afirma que los anuncios publicitarios venden no solo productos, sino también valores, imágenes, conceptos de éxito, amor, sexualidad, popularidad y sensación de normalidad.